# Sayn-Wittgenstein
Sayn-Wittgenstein fue un condado de la Alemania medieval, localizado en el Sauerland, en la parte este de Renania del Norte-Westfalia. Sayn-Wittgenstein fue creado cuando el Conde Salentin de Sayn-Homburg, miembro de la Casa de Sponheim, se casó con la Condesa heredera Adelaida de Wittgenstein en 1345. La unión de los condados fue conocida entonces como Sayn-Wittgenstein, aunque oficialmente solo sería conocido con este nombre durante el reinado del sucesor de Salentin, el Conde Juan. El territorio de Sayn-Wittgenstein fue dividido a menudo entre el norte (con base en Berleburg) y el sur (con base en Bad Laasphe), aunque la frontera entre ellos cambiaba con frecuencia. Sayn-Wittgenstein fue dividido en 1607 en: Sayn-Wittgenstein-Berleburg, Sayn-Wittgenstein-Sayn (los territorios originales de Sayn) y Sayn-Wittgenstein-Wittgenstein. La región de ambos condados es conocida en la actualidad como "Wittgenstein", y forma parte del distrito de Siegen-Wittgenstein en el estado de Renania del Norte-Westfalia.

## Familia
A principios del siglo XX existían cuatro ramas dinásticas de la Casa principesca de Sayn, cada una con sus propias líneas cadetes (apanage). En orden de antigüedad de los legítimos descendientes de su progenitor, Luis I de Sayn-Wittgenstein (1532-1605), fueron las líneas de los:
1. Príncipes (Fürsten) zu Sayn-Wittgenstein-Berleburg, descendientes del Conde Georg (1565-1631)
2. Príncipes (Fürsten) zu Sayn-Wittgenstein-Sayn, descendientes del Conde Christian Ludwig (1725-1797)
3. Condes zu Sayn-Wittgenstein-Berleburg, descendientes del Conde Georg Ernst (1735-1792)
4. Príncipes (Fürsten) zu Sayn-Wittgenstein-Hohenstein, descendientes del Conde Ludwig (1571-1634)

Algunas de estas líneas tenían sus propias líneas menores, dinásticas y no dinásticas, las últimas incluyendo familias cuyos derechos al título principesco eran reconocidos por las monarquías rusa, prusiana, bávara o austríaca, mientras que otras ramas morganáticas utilizaban títulos menores de acuerdo con los soberanos germanos (p.ej. Barón von Kleydorff, Hesse, 1868; Conde von Hachenburg, Prusia, 1883; Barón von Freusburg, Lippe, 1916; Barón von Altenburg, ?, 1909). El último varón de la línea condal fue Ottokar, Conde zu Sayn-Wittgenstein-Berleburg (1911-1995).
A la muerte de Luis, 3º Príncipe de Sayn-Wittgenstein-Sayn en 1912, el mayor de sus tres hijos, el Príncipe Heredero Augusto (1868-1947), se convirtió en el 4º Príncipe de Sayn-Wittgenstein-Hohenstein y jefe de la tercera rama de la Casa de Sayn. Sienco soltero sin hijos, el mayor de los dos hermanos menores, Georg (1873-1960), se casó morganáticamente, mientras que el menor Wilhelm (1877-1958) tenía 49 años y seguía siendo soltero. Augusto conservó el nombre y la herencia de su rama de la Casa de Sayn adoptando de Christian Heinrich Prinz zu Sayn-Wittgenstein-Berleburg (1908-1953). Era el segundo hijo del más tarde jefe de toda la casa de Sayn, Ricardo, 4º Príncipe de Sayn-Wittgenstein-Berleburg (1882-1925), cuyo hijo mayor, Gustav Albrecht (1907-1944), había heredado la fortuna y posición de la línea mayor.
En noviembre de 1960 Christian Heinrich, siendo padre divorciado de tres hijas por su matrimonio dinástico con Beatriz Gräfin von Bismarck-Schönhausen (1921-2006), se casó con Dagmar Prinzessin zu Sayn-Wittgenstein-Hohenstein (1919-2002), hija mayor del hermano menor de su padre adoptivo, Georg, quien había muerto siete meses antes del enlace matrimonial. Como los hijos de Georg con su esposa morganática, Marie Rühm (creada Baronesa von Freusburg por el reinante Príncipe de Lippe en 1916), habían sido des-morganatizados por declaración de su tío Augusto el 11 de febrero de 1947, su matrimonio con Christian Heinrich fue considerado un enlace dinástico, asegurando que su hijo Bernhart nacería en cumplimiento con las leyes de la casa de sus ancestros adoptivos, los Sayn-Wittgenstein-Hohensteins, así como nieto del último varón dinástico de la familia, el Príncipe Georg.

## Condes de Sayn-Wittgenstein (1354-1607)
- Salentin, Conde de Sayn-Homburg (1354-84)
- Juan (1384-1427)
- Jorge (1427-1469)
- Eberhard (1469-1494)
- Guillermo I (1494-1568)
- Luis I (1568-1605)

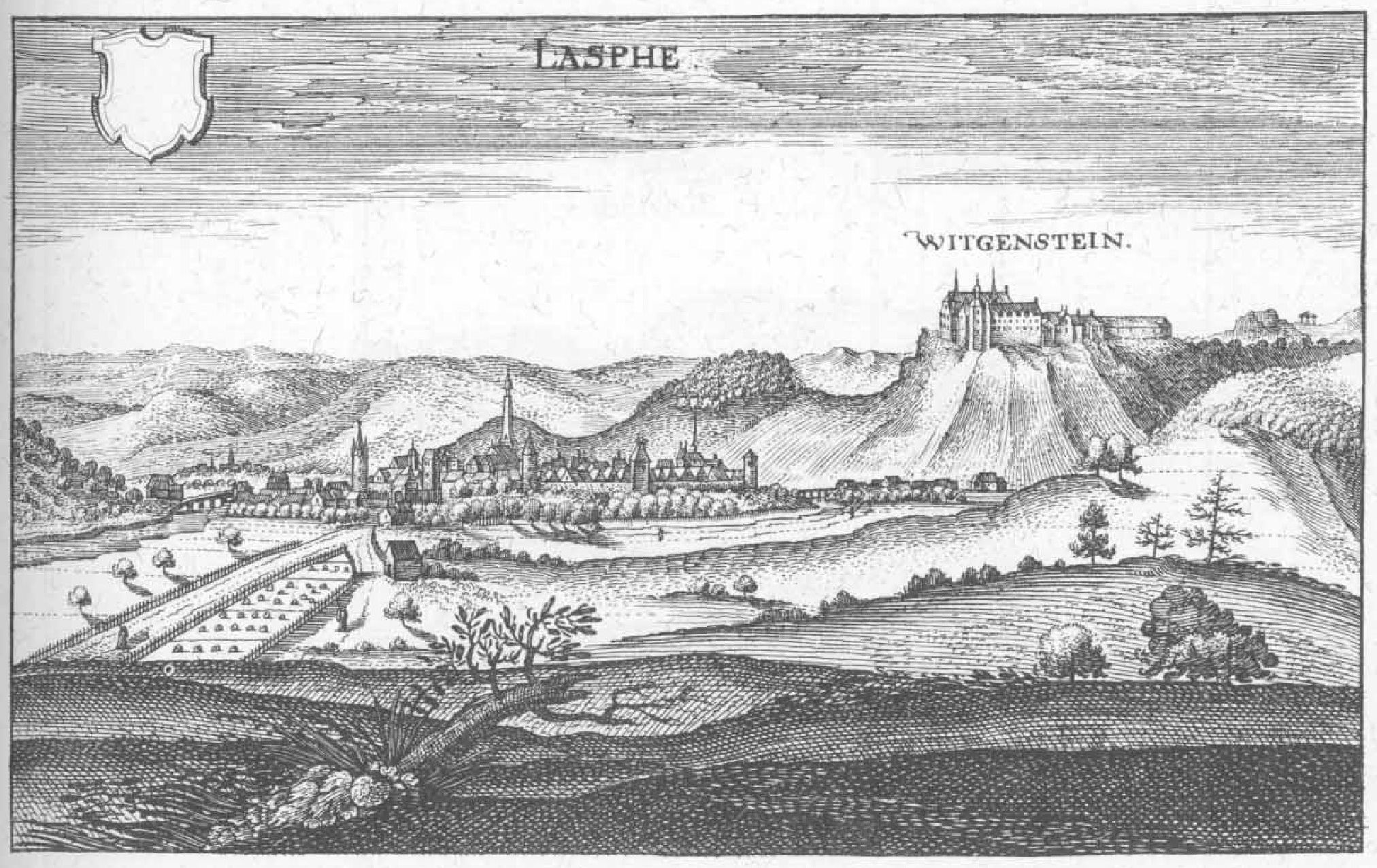
Wittgenstein en 1655
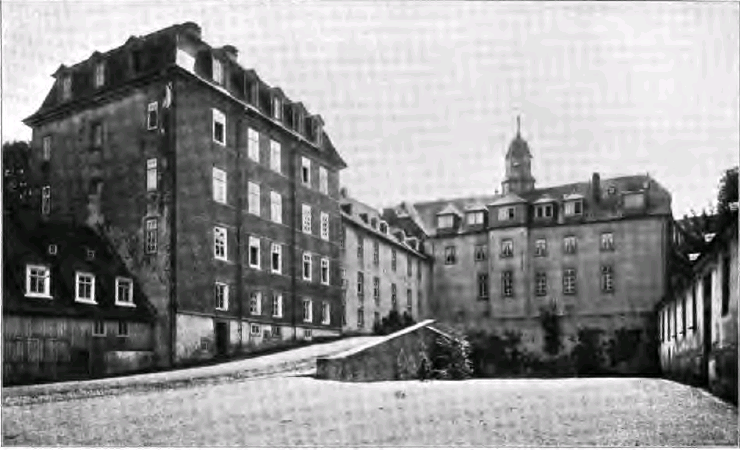
Palacio de Wittgenstein (cercanías de Bad Laasphe) en 1903
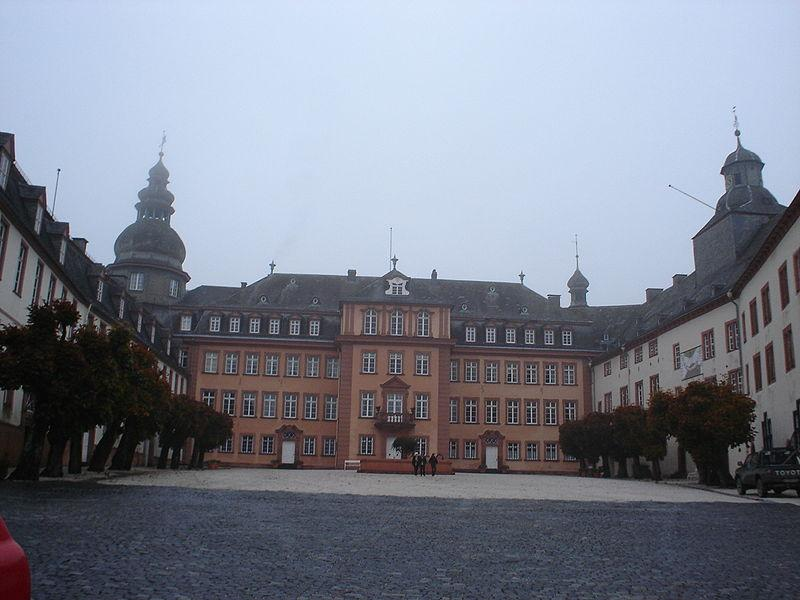
El Palacio principesco en Bad Berleburg
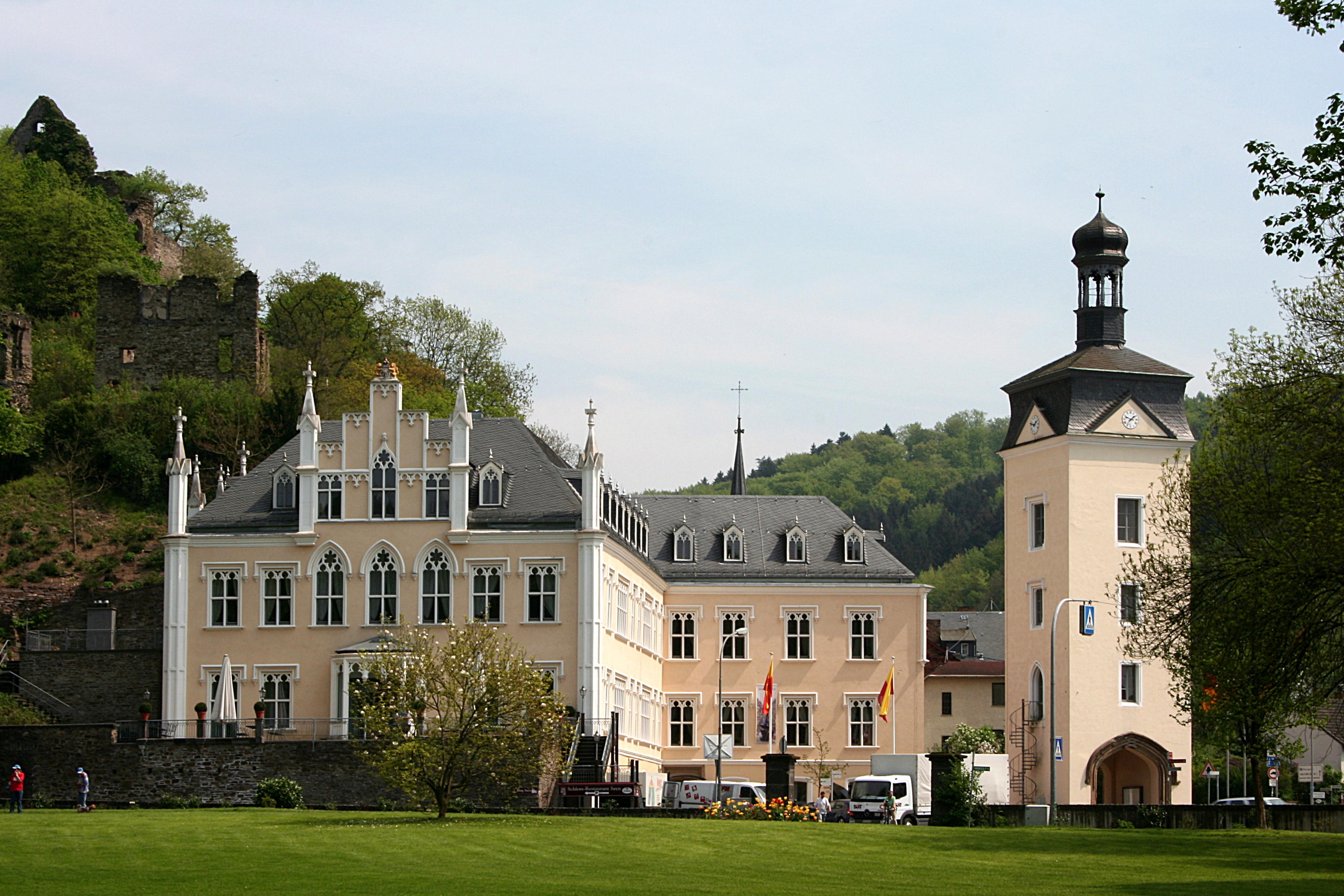
Palacio de Sayn